# Барбара Еренрайх
Барбара Еренрайх (англ. Barbara Ehrenreich), до шлюбу Александер (26 серпня 1941, Б'ют, Монтана — 1 вересня 2022, Александрія, Вірджинія) — американська науковиця, імунолог, діячка демократичного соціалістичного та лівого феміністичного рухів, публіцистка (представниця сучасної викривальної журналістики), екофеміністка.

## Життєпис
У 1968 році здобула докторський ступінь в Рокфеллерівському університеті. Викладала в Університеті штату Нью-Йорк, Нью-Йоркському університеті, Каліфорнійському університеті.
Почесна голова Демократичних соціалістів Америки. Підтримувала кандидатури Ральфа Нейдера (2000), Денніса Кусинича і Джона Керрі (2004), Барака Обами (2008).
Найбільш відомі книги: Nickel and Dimed: On (Not) Getting By in America (2001; в 2010 році, за даними Американської асоціації бібліотекарів, увійшла в список 10 книг, які найчастіше намагалися вилучити з бібліотечних фондів) і Dancing in the Streets: A History of Collective Joy (2007).
У 1998 році отримала звання «Гуманіст року» від Американської гуманістичної асоціації.
У 2006 році співзаснувала організацію «Об'єднані професіонали», спрямовану на захист трудових прав.
Називала себе атеїсткою в четвертому поколінні.

## Публікації
Єдина художня книга Еренрайх Kipper's Game вийшла у 1993 році.

### Нонфікшн-книги
- The Uptake, Storage, and Intracellular Hydrolysis of Carbohydrates by Macrophages (з Zanvil A. Cohn) (1969)
- Long March, Short Spring: The Student Uprising at Home and Abroad (з Джоном Еренрайхом) (1969)
- The American Health Empire: Power, Profits, and Politics (з Джоном Еренрайхом та Health PAC) (1971)
- Witches, Midwives, and Nurses: A History of Women Healers (з Deirdre English)  (1972)
- Complaints and Disorders: The Sexual Politics of Sickness (з Deirdre English) (1973)
- For Her Own Good: Two Centuries of the Experts' Advice to Women (з Deirdre English) (1978)
- Women in the Global Factory (1983)
- The Hearts of Men: American Dreams and the Flight from Commitment (1983)
- Re-Making Love: The Feminization of Sex (з Elizabeth Hess та Gloria Jacobs) (1986)
- The Mean Season (з Fred L. Block, Richard A. Cloward, Frances Fox Piven) (1987)
- Fear of Falling: The Inner Life of the Middle Class (1989)
- The Worst Years of Our Lives: Irreverent Notes from a Decade of Greed (1990)
- The Snarling Citizen: Essays (1995)
- Blood Rites: Origins and History of the Passions of War (1997)
- Nickel and Dimed: On (Not) Getting By In America (2001)
- Global Woman: Nannies, Maids, and Sex Workers in the New Economy (ред., з Arlie Hochschild) (2003)
- Bait and Switch: The (Futile) Pursuit of the American Dream (2005)
- Dancing in the Streets: A History of Collective Joy (2007)
- This Land Is Their Land: Reports From a Divided Nation (2008)
- Bright-sided: How the Relentless Promotion of Positive Thinking Has Undermined America (2009). UK: Smile Or Die: How Positive Thinking Fooled America and the World
- Living with a Wild God: A Nonbeliever's Search for the Truth about Everything (2014)
- Natural Causes: An Epidemic of Wellness, the Certainty of Dying, and Killing Ourselves to Live Longer (2018).

### Статті

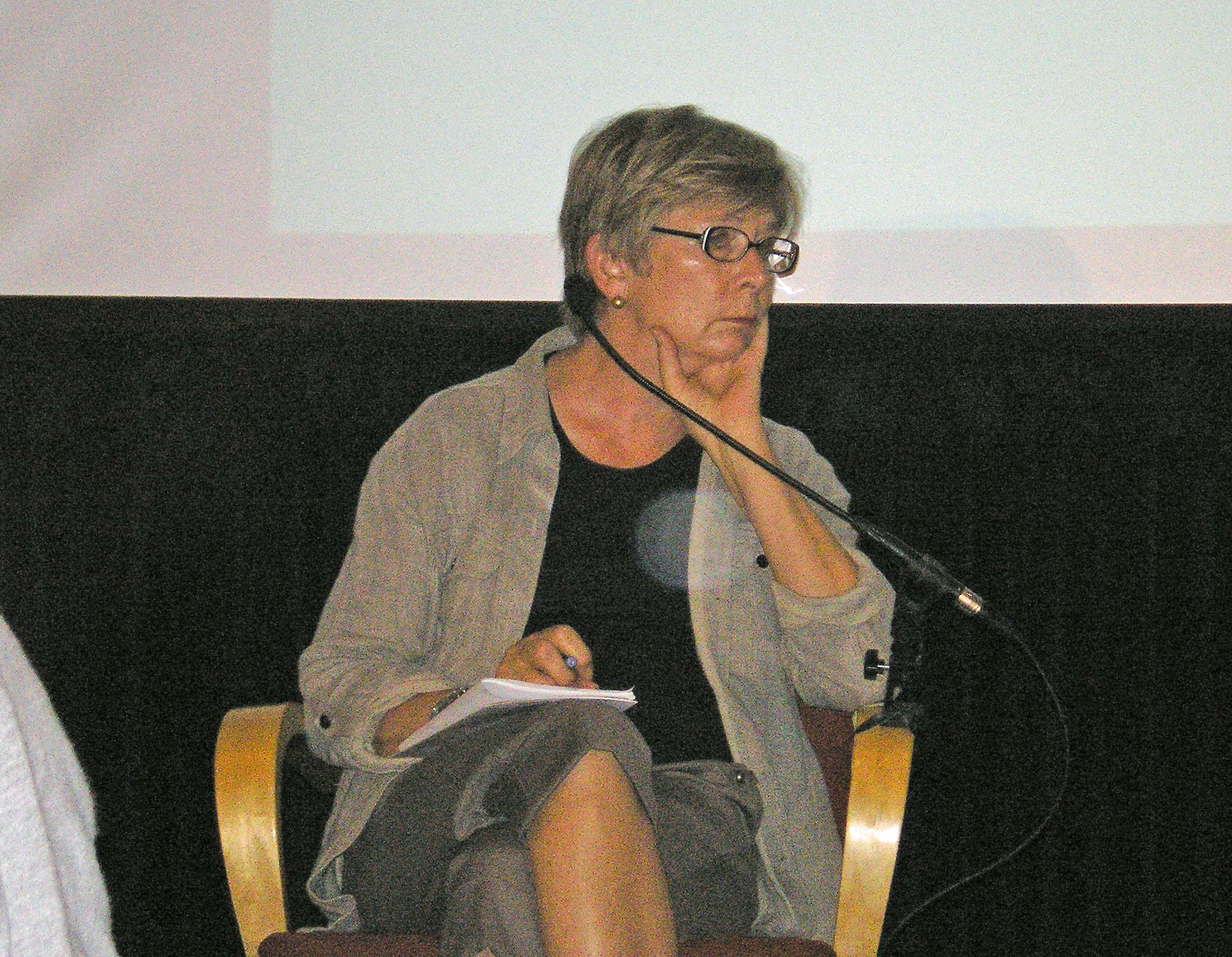
Еренрайх на диспуті New York Times

- "The Charge: Gynocide" [Архівовано 13 січня 2009 у Wayback Machine.], журналістське розслідування про Dalkon Shield у країнах, що розвиваються. Журнал Mother Jones, November/December issue, 1979.
- "Making Sense of La Difference", Тайм , 1992
- "Burt, Loni and Our Way of Life", Тайм, 20 вересня 1993
- "In Defense of Talk Shows", Тайм, 4 грудня 1995
- "The New Creationism: Biology Under Attack" [Архівовано 6 серпня 2011 у Wayback Machine.] The Nation, 9 червня 1997
- "Наскільки "природним" є зґвалтування?": "How 'Natural' Is Rape? Despite a Daffy New Theory, It's Not Just a Guy in Touch with His Inner Caveman". Архів оригіналу за лютий 17, 2002. Процитовано травень 9, 2019., Time , 31 січня 2000
- "Welcome to Cancerland", текст-фіналіст премії National Magazine Award 2011 року.
- "A New Counterterrorism Strategy: Feminism", AlterNet, 2005
- "Fight for Your Right to Party" Тайм, 18 грудня 2006
- "My Unwitting Role in Acts of Torture" [Архівовано 15 жовтня 2012 у Wayback Machine.], The Guardian, 22 лютого 2009
- "Is It Now a Crime to Be Poor?" [Архівовано 9 травня 2019 у Wayback Machine.], The New York Times, 9 серпня 2009
- "Are Women Getting Sadder? Or Are We All Just Getting a Lot More Gullible?", Guernica Magazine, 13 жовтня 2009
- "Smile! You've got cancer" [Архівовано 9 травня 2019 у Wayback Machine.], The Guardian, 2 січня 2010
- Death of a Yuppie Dream - The Rise and Fall of the Professional-Managerial Class [Архівовано 20 січня 2021 у Wayback Machine.].

### В перекладі українською
- З книги “Ритуали крови” // Ї. — 2003. — № 28.
- Дівчина на замовлення // Спільне. — 2013. — № 6.